# Philipp Ignaz Landvogt
Philipp Ignaz Landvogt (* 1723; † 1791) war ein deutscher Beamter.
Landvogt wurde mit Dekret des Fürstbischofs Amand von Buseck vom 26. Mai 1756 zum Amtsvogt im Oberamt Haselstein ernannt. Wegen „sittlicher Verfehlungen“ wurde er 1788 mit Dekret von Fürstbischof Heinrich von Bibra vom 30. Juni 1788 als Amtsvogt abgesetzt. Nachfolger im Amt wurde sein Sohn Anton Landvogt (1758–1832). Auch sein Sohn Fritz Landvogt (1764–1816) wurde Amtsvogt.